# Huai’an
Huai’an (chinesisch 淮安市, Pinyin Huái’ān Shì) ist eine bezirksfreie Stadt mit über 4.556.230 Einwohnern (Stand: Zensus 2020) in der chinesischen Provinz Jiangsu. Im eigentlichen städtischen Siedlungsgebiet von Huai’an leben ca. 1,92 Millionen Menschen (Stand: Ende 2018).
Sie ist der Herkunftsort des früheren Premierministers der Volksrepublik China, Zhou Enlai, und des Romanautors Wu Cheng’en. Nördlich an Huai’an schließt die Stadt Suqian an.

## Administrative Gliederung
Auf Kreisebene setzt sich Huai’an aus vier Stadtbezirken und drei Kreisen sowie einer Wirtschaftsentwicklungszone zusammen. Diese sind (mit Einwohnerzahlen bei der Volkszählung 2020):
- Stadtbezirk Qingjiangpu – 清江浦区 Qīngjiāngpǔ Qū, 594.524 Ew.;
- Stadtbezirk Hongze – 洪泽区 Hóngzé Qū, 285.097 Ew.;
- Stadtbezirk Huai’an – 淮安区 Huái’ān Qū, 785.272 Ew.;
- Stadtbezirk Huaiyin – 淮阴区 Huáiyīn Qū, 748.791 Ew.;
- Kreis Jinhu – 金湖县 Jīnhú Xiàn, 289.456 Ew.;
- Kreis Xuyi – 盱眙县 Xūyí Xiàn, 607.211 Ew.;
- Kreis Lianshui – 涟水县 Liánshuǐ Xiàn, 829.699 Ew.;
- Wirtschaftsentwicklungszone Huai’an – 淮安经开区 Huái’ān Jīng Kāi Qū, 416.180 Ew.

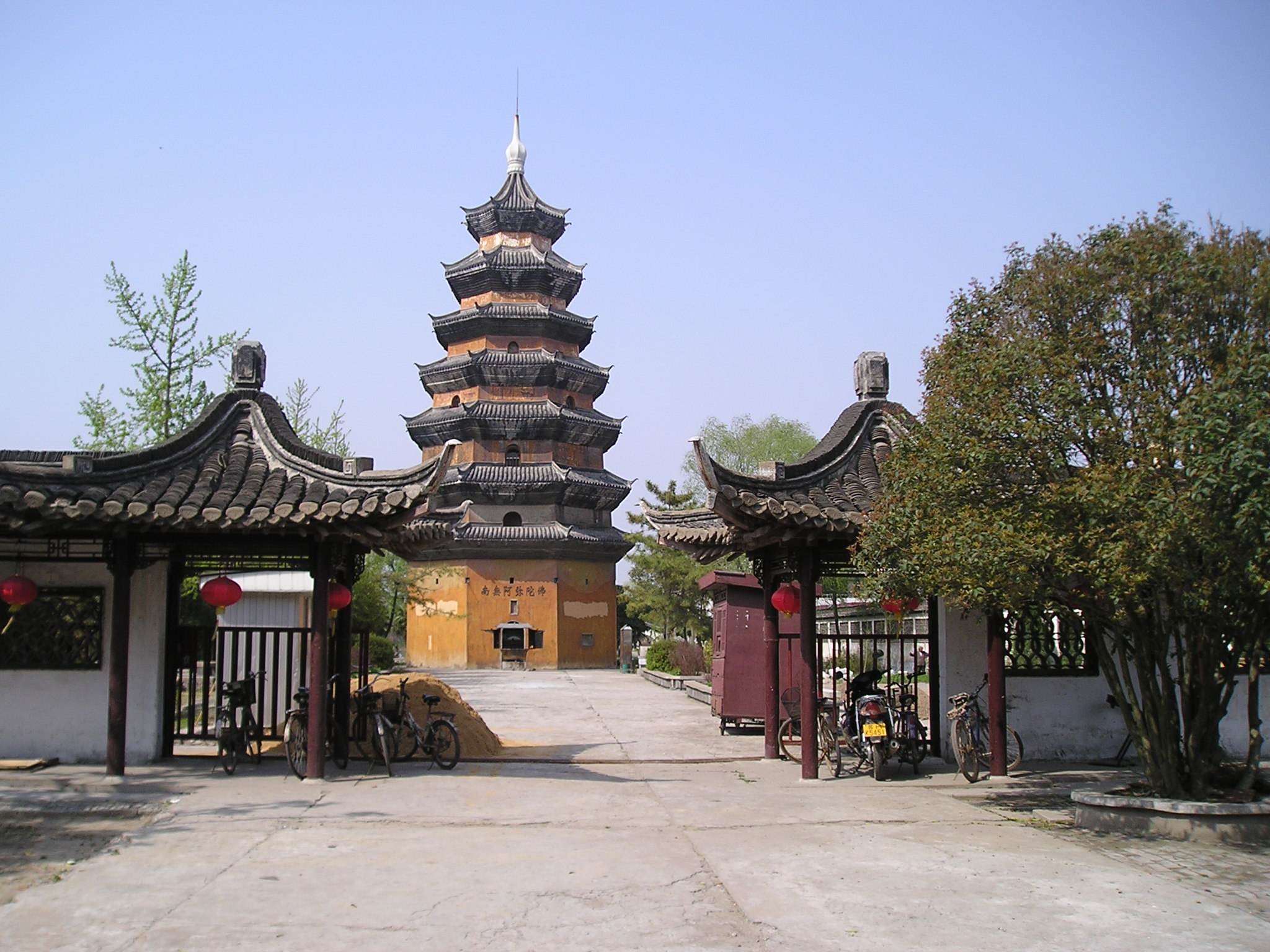
Jiaotong-Pagode

## Verkehrswesen

### Straßenbahn
Am 28. Dezember 2015 wurde die erste Linie der Straßenbahn Huai’an in Betrieb genommen. Die 20,3 km lange Strecke verläuft von Nordwesten nach Südost und besitzt 23 Haltestellen. Es stehen 26 4-gliedrige Bahnen zur Verfügung, welche von CRRC Zhuzhou geliefert wurden. Die Linie besitzt keine Oberleitung. Die Aufladung der Batterien erfolgt an den Haltestellen.

## Städtepartnerschaften
Huai’an listet folgende sechzehn Partnerstädte auf:
| Stadt                       | Land                                    | seit |
| --------------------------- | --------------------------------------- | ---- |
| Beʾer Scheva                | Israel                                  | 2016 |
| Cuenca                      | Azuay, Ecuador                          | 1993 |
| Fiumicino, Rom              | Latium, Italien                         | 2015 |
| Gregory, Homel              | Weißrussland                            | 1997 |
| Kashiwazaki                 | Niigata, Japan                          | 2005 |
| Kibichūō                    | Okayama, Japan                          | 2004 |
| Kolpino                     | Sankt Petersburg, Russland              | 2003 |
| Lucca (Provinz)             | Toskana, Italien                        | 2000 |
| Milton Keynes               | Buckinghamshire, Vereinigtes Königreich | 2015 |
| Magnitogorsk, Tscheljabinsk | Ural, Russland                          | 2017 |
| Płock                       | Masowien, Polen                         | 2010 |
| Saint Thomas, Elgin         | Ontario, Kanada                         | 2014 |
| Sassnitz                    | Mecklenburg-Vorpommern, Deutschland     | 2007 |
| Vénissieux, Lyon            | Auvergne-Rhône-Alpes, Frankreich        | 1988 |
| Wanju                       | Jeollabuk, Südkorea                     | 1999 |
| Yorba Linda                 | Kalifornien, Vereinigte Staaten         | 1998 |

## Persönlichkeiten
- Liang Xinping (* 1994), Synchronschwimmerin
- Dong Jie (* 1998), Schwimmerin
- Shen Menglu (* 2002), Fußballspielerin